# Mercedes-Benz W120-W121
De Mercedes-Benz W 120 en Mercedes-Benz W 121 zijn technisch vergelijkbare sedans met 4-cilinder motor gemaakt door Daimler-Benz. De W 120 werd voor het eerst geïntroduceerd door Mercedes-Benz in 1953. Aanvankelijk aangedreven door de bestaande 1,8 liter M 136-ottomotor van het bedrijf, werd hij tot 1962 verkocht als de Mercedes-Benz 180. Vanaf 1954 bood Mercedes-Benz de W 120 ook aan met een dieselmotor als Mercedes-Benz 180 D. De Mercedes-Benz W 121 werd in 1956 geïntroduceerd als de Mercedes-Benz 190, aangedreven door een 1,9 liter M 121-motor. Vanaf 1958 werd de W 121 ook aangeboden met een OM 621-dieselmotor, verkocht als de Mercedes-Benz 190 D tot en met 1961.
De W 120 kreeg na de introductie de bijnaam Ponton (samen met andere Mercedes-modellen), omdat hij gebruik maakte van een pontoncarrosserie, oftewel ponton-styling, een prominente styling trend die de voorheen gelede motorkap, carrosserie, spatborden en treeplanken van een auto verenigde in een enkelvoudig omhulsel.
Samen met de luxere en ietwat grotere 2,2 liter zescilinder-in-lijn W 128 220 vormden ze tussen 1953 en 1959 80% van de autoproductie van Mercedes-Benz.

## Geschiedenis
De 180/190 en W 128 / W 180 220-220S 'Ponton'-modellen leken qua uiterlijk erg op de wat langere 220s-220S-220SE-modellen. Van achteren kon men zelfs de topklasse 220SE (E voor Einspritzung of brandstofinjectie) niet gemakkelijk onderscheiden van een 180, maar de langere motorkap (en wielbasis) en chromen accenten identificeerden het als een luxe zescilindermodel.
Het vlaggenschip van de Mercedes-Benz 300 W186 Adenauer uit 1951 tot 1957 had een veel groter frame en carrosserie en was een geheel andere auto.
De 180-190 viercilinders werden veel gebruikt als Duitse taxi's. Alleen deze kortere Pontons hadden parkeerlichten met een laag wattage aan de bovenzijde van de voorbumper achteraan. Een eenvoudige links-rechts-schakelaar boven en links van de knie van de bestuurder selecteerde welke kant oplicht, om de batterij in de winter niet onnodig leeg te laten lopen, geen kleine zorg bij het herstarten van dieselmotoren. De luchtinlaten van de verwarming bevonden zich alleen aan beide zijden van het radiatorrooster op de 120/121.
De vorm en de carrosserie van de auto veranderden weinig tijdens de productierun. Echter, in 1957, een jaar na de introductie van de 190 sedan, werd de 180 56 pk (41 kW; 55 pk) M 136-motor, die oorspronkelijk was ontworpen voor de Mercedes-Benz 170 Sb, vervangen door een gereduceerde versie van de 190's M 121. In hetzelfde jaar werd de Mercedes-ster bovenop de nep-externe radiatordop veerbelast gemaakt om te geven wanneer er tegenaan werd gestoten: destijds gaven rapporten aan dat dit ofwel was om te voldoen aan de vereisten van bepaalde exportmarkten, met name Zwitserland, of om het risico van voetgangersletsel bij een ongeval te verkleinen. In 1959 werd de ster met een veer vastgehouden op een balbasis.
Een verwante roadster-variant, de R121, beter bekend als de 190 SL, werd geproduceerd van 1955 tot 1963.
Op de Frankfurt Motor Show 1959, op tijd voor het Amerikaanse modeljaar 1960, werden een iets bredere grille en slankere achterlichten geïntroduceerd. Dezelfde bredere grille werd doorgevoerd naar de (in andere opzichten) meer flamboyant gestileerde opvolgers van de auto, toen de Pontons in 1961 werden vervangen door de W 110 "Fintail"-modellen.

## Technische beschrijving
De W 120 en W 121 hebben een op een stuurkolom gemonteerde schakelhendel. Voor het modeljaar 1960 kreeg de auto een bredere grille.
De Mercedes-Benz W 120 en W 121 zijn vierdeurs sedans met een voorin geplaatste motor en achterwielaandrijving. Af fabriek waren ook verrijdbare chassis met twee of vier deuren leverbaar. De auto's hebben een zelfdragende carrosserie, de zogenaamde "Ponton"-carrosserie. De wielbasis meet 2650 mm, wat iets minder is dan de 2750 mm van de grotere "Ponton"-saloons. Vooraan de W 120 en W 121 onafhankelijke wielophanging, achter, zij hebben een dubbel scharnier scharnieras (tot september 1955), of een enkele gemeenschappelijke scharnieras (vanaf september 1955). Zowel de voor- als de achterwielen zijn spiraalgeveerd; de vooras is voorzien van een torsie-type anti-torsiebar, en de achterwielen hebben extra hydraulische schokdempers. Daimler-Benz installeerde in de 120- en 121-serie een kogelomloopbesturing en een hydraulisch trommelremsysteem.
Mercedes-Benz bouwde de W 120 met al hun toen aanwezige viercilindermotoren: de M 136 en M 121 Otto-motoren (vonkontsteking) en de OM 636- en OM 621-dieselmotoren (compressieontsteking), waarvan de meeste W 120 en W 121 auto's aangedreven door een van de dieselmotoren. Het koppel wordt van de motor naar de achterwielen gestuurd via een droge eenschijfkoppeling en een gesynchroniseerde viertraps constant-mesh versnellingsbak. De schakelhendel is een vrij kleine hendel die op de stuurkolom is gemonteerd.

## Modellen
| Model      | Chassis code | Jaren     | Type                   | Motor               | Aantal gebouwd |
| ---------- | ------------ | --------- | ---------------------- | ------------------- | -------------- |
| W120 sedan | W120.010     | 1953–1957 | 180                    | 1,8 L M 136 Otto I4 | 52.186         |
|            | 1957–1959    | 180a      | 1,9 L M 121 Otto I4    | 27.353              |                |
|            | 1959–1961    | 180b      |                        | 29.415              |                |
|            | 1961–1962    | 180c      |                        | 9.280               |                |
| W120.110   | 1953–1959    | 180 D     | 1,8 L OM 636 Diesel I4 | 116.485             |                |
|            | 1959–1961    | 180 Db    |                        | 24.676              |                |
|            | 1961–1962    | 180 Dc    | 1,8 L OM 621 Diesel I4 | 11.822              |                |
| W121 sedan | W121.010     | 1956–1959 | 190                    | 1,9 L M 121 Otto I4 | 61.345         |
|            | 1959–1961    | 190b      | 1,9 L M 121 Otto I4    | 28.463              |                |
| W121.110   | 1958–1959    | 190 D     | 1,9 L OM 621 Diesel I4 | 20.629              |                |
|            | 1959–1961    | 190 Db    | 1,9 L OM 621 Diesel I4 | 61.309              |                |

## Bron vertaling
- Dit artikel of een eerdere versie ervan is een (gedeeltelijke) vertaling van het artikel Mercedes-Benz W120/W121 op de Engelstalige Wikipedia, dat onder de licentie Creative Commons Naamsvermelding/Gelijk delen valt. Zie de bewerkingsgeschiedenis aldaar.